# BabaFest
Olsztyński Festiwal Rozwoju i Inspiracji BabaFest – festiwal poświęcony tematyce rozwoju osobistego kobiet, organizowany od 2011 przez Stowarzyszenie Inicjatyw Kulturalno–Rozwojowych z Uśmiechem rokrocznie w październiku w Olsztynie.
Podczas imprezy odbywają się spotkania i warsztaty z zakresu rozwoju osobistego, sztuki użytkowej, tańca i ruchu, aktywności sportowej i inne. Uczestniczki warsztatów poznają nowe sposoby radzenia sobie z trudnymi sytuacjami, rozwijają pasje i zainteresowania itp.
Dochód z imprezy przeznaczany jest na realizację marzeń podopiecznych olsztyńskiego oddziału Fundacji Mam Marzenie.